# Epirrhoe kerteszi
Epirrhoe kerteszi là một loài bướm đêm trong họ Geometridae.